# Anastasia Dimitrova
Anastasia Dimitrova (em búlgaro:  Анастасия Димитрова) (12 de maio de 1815 – 1894) foi a primeira professora búlgara do período conhecido como Despertar Nacional. Em 1840, fundou, em sua cidade natal de Pleven a primeira escola para meninas em terras búlgaras.

## Biografia e educação
Dimitrova nasceu em Pleven, em 12 de maio de 1815, numa família pobre: sua mãe era uma serva numa casa episcopal. Ela aliás começou sua formação com um bispo a quem sua mãe servia. Em 1836-1839, ela continuou a estudar no convento Kalofer, não apenas com freiras, mas também com mestres conhecidos da época, tais como Rayno Popovich e Botyo Petkov. Ela estudou história, geografia, aritmética e gramática.

## Carreira
Em outubro de 1840, ela fundou uma escola secular para meninas, na sua terra natal. A escola foi patrocinada pelo bispo local e usou livros da Igreja Eslava; além de búlgaro, as alunas também estudavam grego. Apesar de suas atividades de ensino sofrerem uma curta interrupção, ela continuou seu trabalho em 1842. Em 1845, a escola  de Pleven atendia 90 alunas, de Pleven, Lovech, Troyan, Tarnovo, Vratsa e outras cidades. Algumas das ex-alunas criaram suas respectivas escolas em suas cidades de origem. Ao se casar, em 1852, Dimitrova deixou a escola, mas continuou a trabalhar como professora particular para cerca de 10 meninas. 

## Falecimento
Uma cristã devota, Dimitrova visitou Jerusalém, em 1894, tornou-se uma freira sob o nome religioso de Anna e morreu pouco depois na Terra Santa.